# سنت مدونا
سنت مدونای که مدونا دی سان سیستو نیز نامیده می‌شود، نقاشی رنگ روغن اثر رافائل هنرمند ایتالیایی است. این نقاشی در سال ۱۵۱۲ توسط پاپ ژولیوس دوم برای کلیسای سن سیستو، پیاچنزا سفارش داده شده و احتمالاً در سال ۱۵۱۲ اجرا شده‌ است. ۱۵۱۳–۱۵۱۴. این بوم یکی از آخرین مدونایی بود که توسط رافائل کشیده شد. جورجیو وازاری آن را «یک کار واقعاً کمیاب و خارق‌العاده» نامید.
این نقاشی از سال ۱۷۵۴ به درسدن منتقل شد و به دلیل تأثیر آن در صحنه هنر آلمان و روسیه به خوبی شناخته شده‌است. پس از جنگ جهانی دوم، برای یک دهه به مسکو منتقل شد و سپس به آلمان بازگردانده شد. و درحال حاضر در المان است

## ترکیب بندی
ابعاد نقاشی رنگ روغن روی بوم ۲۶۵ است سانتی‌متر در ۱۹۶ سانتی‌متر. در این نقاشی، مدونا، کودک مسیح را در دست دارد و سنت سیکستوس و سنت باربارا در کنار آن قرار دارند، روی ابرها در مقابل ده‌ها پوتی مبهم ایستاده‌است، در حالی که دو پوتی بالدار متمایز روی آرنج‌های خود در زیر او قرار گرفته‌اند.
این نقاشی به سفارش پاپ ژولیوس دوم به افتخار عموی فقیدش، پاپ سیکستوس چهارم، به عنوان محراب کلیسای بازیلیکای صومعه بندیکتین در پیاچنزا، که خانواده روور با آن زندگی طولانی داشتند، ساخته شد. -رابطه ایستاده کمیسیون موظف بود که این نقاشی هر دو قدیس سیکستوس و باربارا را به تصویر بکشد. افسانه‌ها حاکی از آن است که زمانی که آنتونیو داکورگیو برای اولین بار به این قطعه نگاه کرد، الهام گرفت که گریه کند: "و، من یک نقاش هستم!"

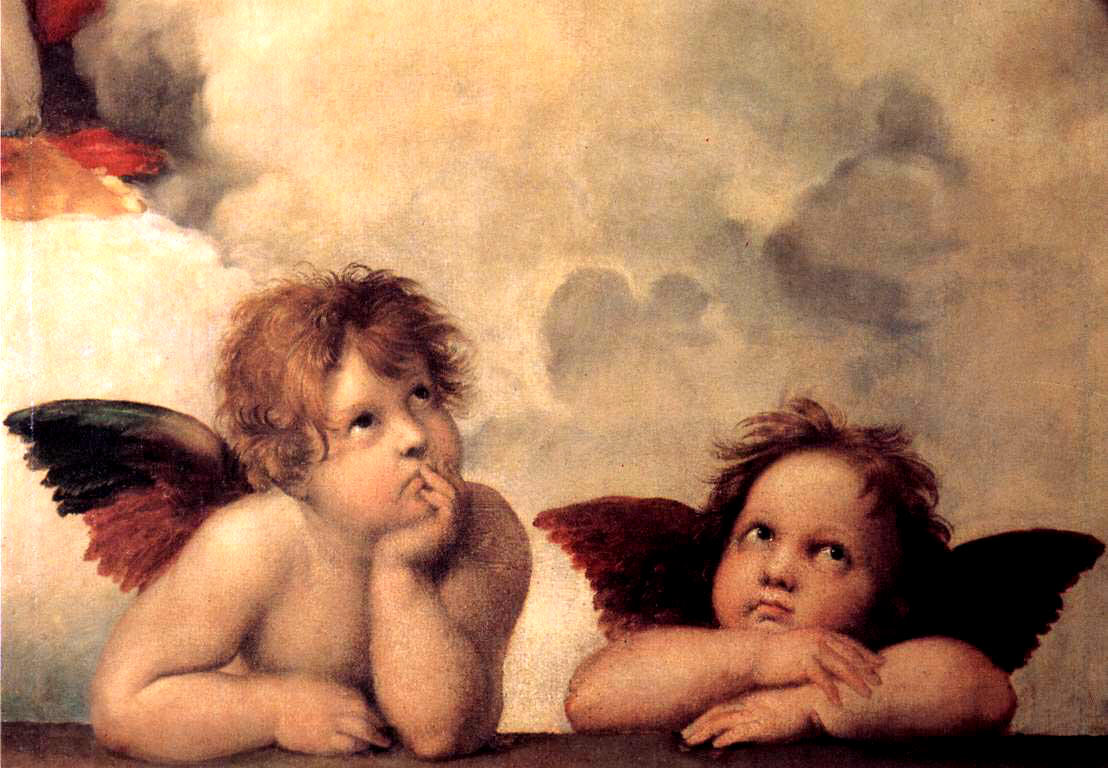
فرشته‌های کوپیدو